# برند بارلین
برند بارلین (انگلیسی: Bernd Barleben؛ زادهٔ ۱ ژانویهٔ ۱۹۴۰) دوچرخه‌سوار اهل آلمان است.
وی در مسابقات کشوری و بین‌المللی در مجموع برندهٔ ۱ مدال نقره شده‌است.